# 원로원 비상 결의
원로원 비상 결의(senatus consultum ultimum)가 가결되면, 모든 권한들이 집정관(또는 독재관)에게 양도되어 이때 집정관에게 부여된 권한은 그야말로 초법적인 권한이 되어 국가를 보호하기 위해서라면 집정관이 이제까지 존재해 있던 모든 법을 무시할 수 있도록 하는 로마 원로원의 최고 권위의 상징이며 최후의 무기였다. 현대에도 간혹 발동되는 계엄령, 헌법 효력 정지나 비상사태 선언 등의 시초로 여겨지기도 한다. 하지만 실제로는 로마 원로원이 법의 효력을 정지시키거나 법에 예외를 만들 수 있는 힘은 없었다. 원로원 비상 결의가 가결되어도 실제로 효력이 정지된 법은 없었으며 원로원 비상 결의는 단지 집정관의 초법적 행위를 로마 원로원의 상징성을 이용해 정당성을 부여하는 행위에 불과했다.

## 원로원 비상 결의의 탄생
애초 원로원의 법령으로서의 의미를 지녔던 원로원 결의는, 제2차 포에니 전쟁을 치르고 난 뒤 원로원이 초법적인 권한을 가지게 되면서 이러한 이름으로서 불리게 되었다.
비상 결의가 처음 발동되었던 시기는 기원전 121년으로, 이 때의 원로원은 가이우스 그라쿠스(Gaius Gracchus)등에 대해 원로원 비상 결의를 발동시켰다. 그들은 '공화정의 국제를 지키기 위하여' 시민의 권리를 일시 정지 시킨 후 그의 지지자 3,250명 이상을 학살하였다. 이 사건은 원로원 측이 불리하게 될 때에는 군대라도 동원하여 정치·사회문제를 해결할 수 있다는 전례에 없었던 무력 폭력의 한 예를 남기게 되었다.
원로원은 이후에도 이 권한을 자신들의 정적을 축출하는데 계속 사용하였다.기원전 100년에 마리우스파 호민관 사투르니누스를 제거했고, 기원전 77년에는 전 집정관 레피두스(Marcus Aemilius Lepidus)를 비상 결의의 대상으로 지목하였고 곧 죽였으며, 기원전 63년에는 원로원 의원이자 급진 개혁파였던 카틸리나(Lucius Sergius Catilina)등에 대해 원로원 비상 결의를 발동시켜 로마에 체류한 원로원 의원, 법무관 등 요직에 있던 5명이 처형되었고 카틸리나 본인은 자신을 따르던 사람들을 이끌고 도주하였으나 곧 포위되었고 원로원은 그를 포함한 3,000명의 추종자를 학살해버렸다.

## 원로원 비상 결의의 종말
기원전 49년, 카이사르 역시 자신이 가장 혐오했던 법인 원로원 비상 결의에 의해서 반역자로 낙인찍히지만, 카이사르는 내전에서 승리하여, 원로원을 약화시키는데 성공했으며 그 뒤, 원로원 비상 결의는 사라지게 된다.

## 같이 보기
- 로마 공화정과 정치 폭력